# Maurice Keen
Maurice Hugh Keen (30 de octubre de 1933 - 11 de septiembre de 2012) fue un historiador británico especializado en la Edad Media. Fue miembro emérito del Balliol College, Oxford, hasta su muerte en septiembre de 2012, donde había sido profesor de historia medieval desde 1961 hasta 2000.
En 1984 ganó el Premio de Historia Wolfson por su libro Chivalry.
Escribió The Outlaws of Medieval Legend siendo investigador junior en el Queen's College de Oxford.
Fue gobernador de la Escuela de Blundell en Tiverton durante muchos años. La escuela se vincula a través de su fundador, Peter Blundell, a Balliol.

## Obras selectas
- (1965) The Laws of War in the Late Middle Ages, Routledge & K.Paul
- (1968) The Pelican History of Medieval Europe, Routledge Kegan & Paul
- (1973) England in the Late Middle Ages, London : Mathuen, ISBN 0-416-75990-4
- (1978) The Outlaws of Medieval Legend Univ of Toronto Press, ISBN 0-8020-1612-X[2]
- (1984) Chivalry, USA: Yale University Press ISBN 0-300-03150-5
- (1986) Some Late Mediaeval Views on Nobility, University of London, ISBN 0-7187-0760-5
- (1996) Nobles, Knights and Men-at-arms in the Middle Ages, Hambledon Continuum, ISBN 1-85285-087-6[3][4]
- (1999) Medieval Warfare: A History. Oxford University Press[5]
- (2002) Origins of the English Gentleman, Stroud: Tempus, ISBN 0-7524-2558-7[6]
- (2010) Chivalry, London : The Folio Society